# Cry! Cry! Cry!

Single des Sun-Labels

Cry! Cry! Cry! ist ein Country-Song von Johnny Cash, den dieser 1955 gemeinsam mit den Tennessee Two bei Sun Records unter der Produktion von Sam Phillips aufnahm, wobei sie 35 Takes benötigten. Das Stück erschien als B-Seite von Cashs erster Single Hey, Porter und erreichte Platz 14 der Billboard Country Songs.

## Entstehung
Cash schrieb das Stück, weil Phillips als B-Seite für Hey, Porter einen schnellen, aber trotzdem traurigen Song wollte. Den Titel hatte Cash einer Redensart des Country-DJs Eddie Hill entnommen: „We've got some good songs, love songs, sweet songs, happy songs, and songs that'll make you cry, cry, cry.“
Das Stück unterscheidet sich sehr von anderen Balladen dieser Zeit. So beklagt sich in Cashs Song ein Mann über eine fragwürdige Frau, wie es zuvor oft auch Hank Williams getan hatte. Außerdem geht der Protagonist mit seiner Liebsten viel härter ins Gericht, als es für die damalige Zeit üblich war, vor allem mit zweideutigen Textzeilen wie beispielsweise '„Everybody knows where you go, when the sun goes down“.

## Erfolg und Coverversionen
Das Stück wurde zu einem landesweiten Erfolg und machte Cash schlagartig bekannt, sodass er mit seiner zweiten Single Folsom Prison Blues bereits einen Hit landete, der sich nicht nur in den Country-, sondern auch in den Pop-Charts gut platzieren konnte.
2005 spielte Joaquin Phoenix den Song für den Film Walk the Line ein. Die Szenen, in denen das Lied gespielt wird, erscheinen aber nicht im fertigen Film, sondern lediglich als „nicht verwendete Szenen“ auf der DVD zum Film. Allerdings ist Phoenix’ Version des Songs auf dem gleichnamigen Soundtrack zum Film enthalten.
Außerdem wurde der Song unter anderem von Marty Stuart, Elvis Costello und Norah Jones gecovert.